# Nimrod (biblická postava)

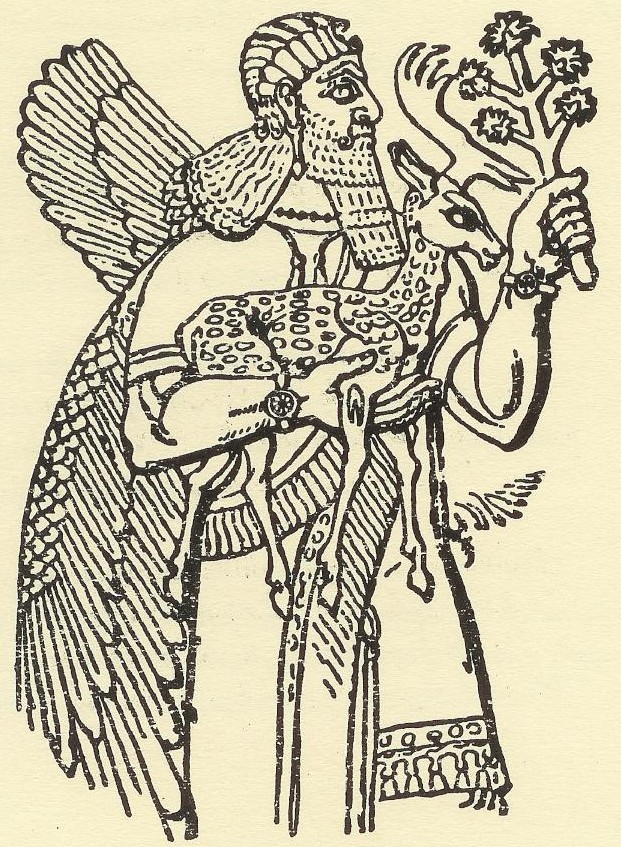
Nimrod s jelenem na staré rytině

Nimrod (hebrejsky נִמְרוֹד nebo נִמְרֹד‎) je biblická postava, která je zmíněna jak v 1. knize Mojžíšově, tak též v 1. Paralipomenon a u proroka Micheáše. Podle biblické zprávy byl synem Kúše, vnukem Cháma a pravnukem Noema. Je charakterizován jako „bohatýrský lovec před Hospodinem“. Podle židovské tradice údajně vlastnil Bohem zhotovený Adamův plášť, který mimo jiné k sobě vábil zvěř. Z těchto důvodů Nimrodovo jméno zobecnělo jako označení lovce či myslivce (nimrod).
Podle biblického záznamu byl zakladatelem a králem první říše, které zpočátku zahrnovala města Bábel, Erek, Akkad, Kalne. Ačkoli se to v Bibli nikde výslovně neuvádí, židovská i křesťanská tradice pokládá Nimroda za iniciátora stavby babylónské věže. (Josephus Flavius tuto informaci dále rozvíjí.) Poté, co byla stavba věže zázrakem znemožněna, odešel, nebo rozšířil svou říši na území Asýrie a tam se stal stavitelem měst Ninive, Rechobot-Ir, Kalach, Resen. Pokud platí, že jméno Asýrie je odvozeno od jména Semova syna Aššura, lze pak předpokládat, že Nimrod se nestal jen lovcem zvěře, ale i lidí, že se z něj stal válečník a útočník. Je zajímavé, že historické památky na asyrskou kulturu nám ukazují úzké spojení mezi lovem a válkou.
Židovská mimobiblická literatura Nimroda označuje za krále, jenž přikázal postavit Babylónskou věž. Dále upřesňuje, že Nimrod založil několik měst v Mezopotámii, a jeho osobu ztotožňuje ještě se jménem Amráfel (hebrejsky אַמְרָפֶל), což byl podle Bible král Šineáru. V hebrejštině je ve jménu Nimrod patrný názvuk slovesa נרד, jenž má tyto významy: „bouřit se, pobouřit, pomýšlet na vzpouru, vzbouřit se, vzpínat se“ .
Nimrod byl nejen mocný vládce, ale také modlář. Ne náhodou jeho jméno obsahuje konsonanty jména boha Namra-uddu, jenž byl znám též pod jménem Marduk. Někteří badatelé mají za to, že biblický Nimrod ve skutečnosti „ztělesňuje historizaci mezopotámského boha lovu Ninurty“. Jindy bývá ztotožňován s akkadským králem a velkým dobyvatelem Narám-Sínem.
Podle tradice zapsané v midraších Nimrod údajně hodil mladého Abraháma do rozpálené pece za to, že se odmítl podílet na modloslužbě. Abrahám Božím zázrakem přežil a později se s Nimrodem, neboli Amráfelem, znovu setkává v boji, kdy z jeho ruky osvobozuje svého synovce Lota. Nakonec je Nimrod zabit Abrahámovým vnukem Ezauem, který toužil po jeho plášti, jímž k sobě vábil zvěř.
Nimrodovo jméno se zachovalo v několika místních názvech (například hrad Nimrod na Golanských výšinách) a rovněž v legendách v sumerštině, asyrštině a pozdějších jazycích.

## Odraz postavy
Souboj Nimroda s Abrahámem je často vnímán jako všeobecný souboj zla a dobra, soupeření polyteismu s monoteismem. Nimrod proto bývá často popisován jako předzvěst Antikrista.
Nimrod je také svým úsilím na vybudování babylónské věže v zednářské nauce vnímán jako její duchovní zakladatel.